# The day dragged on
『The Day dragged on』（ザ・デイ・ドラッグド・オン）は、Dragon Ash1枚目のミニアルバム。1997年2月21日にビクターエンタテインメント / Invitationからリリース。

## 概要
ギタリスト・土方隆行を共同プロデューサーに迎えた記念すべき1枚目。2分半～3分半のスピード感・疾走感を感じさせるナンバーが続くロック全開の全8曲。9曲目～17曲目は各トラック4秒・5秒の無音トラックであり、18曲目にシークレット・トラック「Normal」を収録。
『25 - A Tribute To Dragon Ash -』ではThe BONEZが「天使ノロック」で参加している。

## 収録曲
- 全曲　作詞・作曲：降谷建志
- 編曲：Dragon Ash & 土方隆行（特記以外）／Dragon Ash（2,6）

1. The Day dragged on（2：13）
2. SiVA（4：03）
3. 天使ノロック（2：49）
4. Chime（4：54）
5. チェルノブイリに悲しい雨が降る（2：37）
6. Realism（3：34）
7. 羊を数えても夜は終わらない（2：38）
8. FAke × Life（3：42）